# Cyprian Ekwensi
Cyprian Ekwensi (26 de septiembre de 1921,  Minna, Nigeria - 4 de noviembre de 2007) fue un escritor nigeriano.
Ekwensi estudió ingeniería forestal y se dedicó a ello varios años. también trabajó para la radio y estudió farmacia en la Lagos School of Pharmacy y en la Universidad de Londres. Ha escrito cientos de relatos cortos, guiones y cuentos infantiles. 
Una de sus obras más exitosas fue la novela Jagua Nana (1961)publicando también una secuela de la misma. En 1968, recibió el Premio Internacional de Literatura Dag Hammarskjöld y en 2006, se convirtió en miembro de la Academia Nigeriana de Letras. 

## Libros
- People of the City
- Jagua Nana
- Burning Grass
- Survive the Peace
- Divided We Stand
- Jagua Nana's Daughter
- Gone to Mecca